# 病毒性肠胃炎
病毒性腸胃炎（英語：Viral gastroenteritis），俗稱肠胃型感冒，其致病原因主要是因为腺病毒、杯状病毒、流感病毒、冠状病毒引起。主要症状有食欲差，反酸，轻微的腹泻、呕吐等，感冒常见的上呼吸道症状如发烧、头疼、咳嗽，周身不适等反而不明显。